# NGC 2921
NGC 2921 este o intermediate spiral galaxy⁠(d) situată în constelația Hidra. A fost descoperită în 24 decembrie 1786 de către William Herschel. Se află la o distanță de 51,52 de megaparseci de Pământ.